# Brian Auger

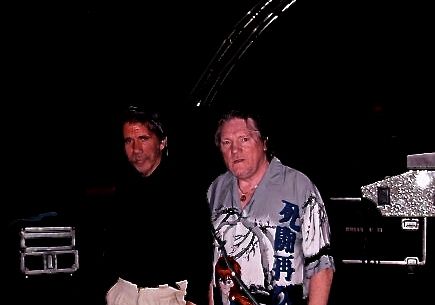
Brian Auger (rechts) mit Pino Presti, Cabaret de Monte-Carlo 2006

Brian Auger (* 18. Juli 1939 in London) ist ein britischer Fusion- und Rockorganist. Auger ist einer der bedeutendsten Fusionorganisten der populären Musik. Sein Hauptinstrument ist die Hammond-Orgel B3, die er nicht wie üblich über ein Leslie-Kabinett spielt, sondern direkt verstärkt und mit Einsatz des C3-Vibratos benutzt; daneben spielt er Fender Rhodes E-Piano (oder entsprechende Sounds), Piano und Synthesizer.

## Leben und Wirken
Auger spielte schon früh Klavier; bereits als Jugendlicher trat er in den Clubs von London auf. 1962 formierte er sein Brian Auger Trio mit Rick Laird am Bass und dem Schlagzeuger Phil Kinorra als zunächst reine Jazz-Combo. Auf der Yardbirds-Hitsingle For your love von 1965 spielte er das Cembalo, das einzige im Studio verfügbare Keyboard - ein bis dahin unvorstellbares Experiment in der Pop- und Rockszene. Auger legte im Grunde genommen den Grundstein für die Yardbirds-Karriere, denn For Your Love wurde der erste Hit der Yardbirds mit diesem provokativen und unwiderstehlichen Cembaloriff. 1965 gründete er zusammen mit Rod Stewart, Julie Driscoll und John Baldry die Gruppe The Steampacket. Nachdem Rod Stewart und John Baldry die Gruppe verlassen hatten, formierte Auger mit Julie Driscoll die Gruppe Trinity. In dieser Besetzung hatte die Band mehrere Single-Hits (Road To Cairo, This Wheel’s on Fire, Season Of The Witch) und brachte das viel beachtete Doppelalbum Streetnoise (1969) heraus.
Nachdem Driscoll 1969 Trinity verlassen hatte, besetzte Auger die Gruppe um (mit Gary Boyle), doch konnte er nicht mehr an die Erfolge der späten 1960er Jahre anknüpfen und löste Trinity 1970 auf. Auch mit seiner anschließend gegründeten Band Oblivion Express hatte Auger zunächst keinen übermäßigen Erfolg. Seit dem Album Closer to It (1973), das es in die Charts schaffte, festigte sich der Gruppenstil zu einer groove-betonten Mischung aus rhythmischen Elementen des R&B und Funk und harmonischen und melodischen Elementen des Jazz. Brian Auger trat auch mit Klaus Doldinger, Alexis Korner, Pete York, Eric Burdon und anderen Größen der populären Musik auf.
1974 zog Auger in die USA, wo er weitere Alben aufnahm, wie z. B. Encore mit Julie Tippetts-Driscoll. Die Washington Post schrieb: „Dieses Album ist ein unentbehrlicher Bestandteil einer jeden Jazz-Fusion-Bibliothek!“. 1981 spielte er zusammen mit Chris Farlowe, Pete York und John Marshall das Album Olympic Rock & Blues Circus ein, das im Direktschnitt-Verfahren (direct to disk) aufgenommen wurde. 1985 beteiligte er sich an einer Neuauflage der Spencer Davis Group. Im gleichen Jahr erschien das Album Steaming, das Auger in Freiburg im Breisgau mit Colin Hodgkinson und Pete York aufgenommen hatte. 1987 trat er beim Montreux-Festival zusammen mit Phil Carmen auf. 1989 war er als musikalischer Leiter, Arrangeur und Komponist für die dritte Staffel der Fernsehserie Super Drumming tätig. Ab 1990 ging Auger mit Eric Burdon auf Tour.
Bis ins vorgerückte Alter gibt er, inzwischen mit Sohn Karma am Schlagzeug und Tochter Savannah Grace als Sängerin in seiner Band Oblivion Express (zunächst zur Unterscheidung von der alten Band auch „New Oblivion“ genannt), Konzerte und veröffentlicht CDs. Die neu gegründete Band hat inzwischen mehrere Alben herausgebracht und ist mehrfach in den USA und Europa getourt. In den letzten Jahren ist auch Sänger und Gitarrist Alex Ligertwood dabei, der bereits in den Siebzigerjahren bei Oblivion Express gespielt hat.

## Preise und Auszeichnungen
Im November 2007 wurde Brian Auger vom Direktor des Temecula International Jazz Festivals eine Auszeichnung für sein Lebenswerk (Lifetime Achievement Award) verliehen.

## Diskografie

### Alben
| Jahr | Titel Album               | Höchstplatzierung, Gesamtwochen, AuszeichnungChartplatzierungen (Jahr, Titel, Album, Platzierungen, Wochen, Auszeichnungen, Anmerkungen) | Höchstplatzierung, Gesamtwochen, AuszeichnungChartplatzierungen (Jahr, Titel, Album, Platzierungen, Wochen, Auszeichnungen, Anmerkungen) | Höchstplatzierung, Gesamtwochen, AuszeichnungChartplatzierungen (Jahr, Titel, Album, Platzierungen, Wochen, Auszeichnungen, Anmerkungen) | Höchstplatzierung, Gesamtwochen, AuszeichnungChartplatzierungen (Jahr, Titel, Album, Platzierungen, Wochen, Auszeichnungen, Anmerkungen) | Anmerkungen                                                             |
| Jahr | Titel Album               | DE | UK | US | R&B | Anmerkungen                                                             |
| ---- | ------------------------- | --- | --- | --- | --- | ----------------------------------------------------------------------- |
| 1967 | Open                      | DE21 (6 Wo.)DE | UK12 (13 Wo.)UK | — | — | Julie Discoll & The Brian Auger Trinity Charteinstieg in DE erst 1969   |
| 1969 | Jools & Brian             | — | — | US194 (2 Wo.)US | — |                                                                         |
| 1970 | Befour                    | — | — | US184 (3 Wo.)US | R&B46 (2 Wo.)R&B |                                                                         |
| 1972 | Second Wind               | — | — | US170 (7 Wo.)US | — |                                                                         |
| 1973 | Closer To It              | — | — | US64 (31 Wo.)US | R&B59 (2 Wo.)R&B | Brian Auger’s Oblivion Express                                          |
| 1974 | Doldinger Jubilee Concert | DE36 (2 Wo.)DE | — | — | — | mit Passport, Johnny Griffin, Alexis Korner, Volker Kriegel & Pete York |
| 1974 | Straight Ahead            | — | — | US45 (20 Wo.)US | — | Brian Auger’s Oblivion Express                                          |
| 1975 | Live Oblivion, Vol. 1     | — | — | US51 (13 Wo.)US | — | Brian Auger’s Oblivion Express                                          |
| 1975 | Reinforcements            | — | — | US115 (8 Wo.)US | R&B51 (3 Wo.)R&B | Brian Auger’s Oblivion Express                                          |
| 1976 | Live Oblivion, Vol. 2     | — | — | US169 (4 Wo.)US | — | Brian Auger’s Oblivion Express                                          |
| 1977 | Happiness Heartaches      | — | — | US127 (5 Wo.)US | — | Brian Auger’s Oblivion Express                                          |
| 1977 | Best Of Brian Auger       | — | — | US151 (3 Wo.)US | — | Brian Auger’s Oblivion Express                                          |

Weitere Alben
- 1967: Chronicle
- 1968: Definitely What
- 1969: Streetnoise (Julie Driscoll, Brian Auger & The Trinity)
- 1970: Best of Julie Driscoll, Brian Auger & The Trinity
- 1971: Highlights of Brian Auger
- 1972: Julie Driscoll
- 1972: Steampacket or The First Supergroup
- 1972: Sonny Boy Williamson, Jimmy Page & Brian Auger
- 1972: Julie Driscoll’s First Recordings & Sonny Boy Williamson’s Last
- 1977: Encore (Brian Auger & Julie Tippetts)
- 1981: Olympic Rock & Blues Circus
- 1985: Steaming (Pete York, Brian Auger & Colin Hodgkinson)
- 1993: Access All Areas (Eric Burdon Brian Auger Band)
- Auger Rhythms – Brian Augers Musical History
- 2005: This Wheel’s on Fire – The Best of Brian Auger
- 2006: Captured Live (Rudy Rotta & Brian Auger)
- 2011: Mod Party
- 2012: Language of the Heart
- 2015: The Brian Auger Anthology
- 2016: The Brian Auger Anthology Vol.2

Mit Brian Auger’s Oblivion Express
- 1970: Oblivion Express
- 1971: A Better Land
- 1978: Search Party
- 1987: Here & Now
- 1987: Keys To The Heart
- 1999: Brian Auger’s Oblivion Express
- 2000: Voices Of Other Times
- 2005: Looking in the Eye of the World
- 2005: Live at the Baked Potato
- 2013: Live Los Angeles 2013 (feat. Alex Ligertwood)

#### Mit Brian Auger & The Trinity
- 2024: Live at Rockpalast (CD/DVD)

### Singles
| Jahr | Titel Album          | Höchstplatzierung, Gesamtwochen, AuszeichnungChartplatzierungen (Jahr, Titel, Album, Platzierungen, Wochen, Auszeichnungen, Anmerkungen) | Höchstplatzierung, Gesamtwochen, AuszeichnungChartplatzierungen (Jahr, Titel, Album, Platzierungen, Wochen, Auszeichnungen, Anmerkungen) | Anmerkungen                              |
| Jahr | Titel Album          | UK | US | Anmerkungen                              |
| ---- | -------------------- | --- | --- | ---------------------------------------- |
| 1968 | This Wheel’s On Fire | UK5 (16 Wo.)UK | — | Julie Driscoll & The Brian Auger Trinity |
| 1970 | Listen Here          | — | US100 (2 Wo.)US | The Brian Auger Trinity                  |

### Videoalben
- Insights of the Keyboard Master (DVD)

Mit Brian Auger’s Oblivion Express
- 2005: Live at the Baked Potato